# Mont Queen Mary
El Mont Queen Mary és una muntanya de les Muntanyes Saint Elias que s'eleva fins als 3.928 msnm i té una prominència de 1.348 metres. El cim es troba a 85 quilòmetres de Destruction Bay, Yukon. La muntanya va ser batejada el 1935, juntament amb la veïna Mont King George (6 km), pel jubileu dels 25 anys de regnat del rei Jordi V i la reina Maria.
El primer ascens no es va produir fins al 1961, quan una expedició formada per set persones de Seattle el van ascendir per la cara nord-est. La cara oest va fou escalada per primera vegada el 1978 per un equip canadenc.